# NBA-Draft 1970
Der NBA-Draft 1970 wurde am 23. März 1970 in New York City durchgeführt. Insgesamt gab es 19 Runden.
An erster Position wurde Bob Lanier von den Detroit Pistons gewählt. Von den insgesamt 239 ausgewählten Spielern absolvierten 56 mindestens ein NBA-Spiel. Bob Lanier, Pete Maravich, Dave Cowens, Calvin Murphy, Nate Archibald, Charlie Scott und Dan Issel sind diejenigen Spieler aus diesem Draft, die in die Naismith Memorial Basketball Hall of Fame aufgenommen wurden.

## Draftpicks
- Mitglieder der Naismith Memorial Basketball Hall of Fame sind farblich hervorgehoben

| Runde | Pick | Spieler (Position)   | Nat.               | NBA Team               | vorheriges Team/College                     |
| ----- | ---- | -------------------- | ------------------ | ---------------------- | ------------------------------------------- |
| 1     | 1    | Bob Lanier (C)       | Vereinigte Staaten | Detroit Pistons        | St. Bonaventure University                  |
| 1     | 2    | Rudy Tomjanovich (F) | Vereinigte Staaten | San Diego Rockets      | University of Michigan                      |
| 1     | 3    | Pete Maravich (G)    | Vereinigte Staaten | Atlanta Hawks          | Louisiana State University                  |
| 1     | 4    | Dave Cowens (F/C)    | Vereinigte Staaten | Boston Celtics         | Florida State University                    |
| 1     | 5    | Sam Lacey (C)        | Vereinigte Staaten | Cincinnati Royals      | New Mexico State University                 |
| 1     | 6    | Jim Ard (F/C)        | Vereinigte Staaten | Seattle SuperSonics    | University of Cincinnati                    |
| 1     | 7    | John Johnson (F)     | Vereinigte Staaten | Cleveland Cavaliers    | University of Iowa                          |
| 1     | 8    | Geoff Petrie (G)     | Vereinigte Staaten | Portland Trail Blazers | Princeton University                        |
| 1     | 9    | George Johnson (C)   | Vereinigte Staaten | Baltimore Bullets      | Stephen F. Austin State University          |
| 1     | 10   | Greg Howard (F/C)    | Vereinigte Staaten | Phoenix Suns           | University of New Mexico                    |
| 1     | 11   | Jimmy Collins (G)    | Vereinigte Staaten | Chicago Bulls          | New Mexico State University                 |
| 1     | 12   | Al Henry (C)         | Vereinigte Staaten | Philadelphia 76ers     | University of Wisconsin–Madison             |
| 1     | 13   | Jim McMillian (F)    | Vereinigte Staaten | Los Angeles Lakers     | Columbia University                         |
| 1     | 14   | John Vallely (G)     | Vereinigte Staaten | Atlanta Hawks          | University of California, Los Angeles       |
| 1     | 15   | John Hummer (F)      | Vereinigte Staaten | Buffalo Braves         | Princeton University                        |
| 1     | 16   | Gary Freeman (F)     | Vereinigte Staaten | Milwaukee Bucks        | Oregon State University                     |
| 1     | 17   | Mike Price (G)       | Vereinigte Staaten | New York Knicks        | University of Illinois at Urbana-Champaign  |
| 2     | 18   | Calvin Murphy (G)    | Vereinigte Staaten | San Diego Rockets      | Niagara University                          |
| 2     | 19   | Nate Archibald (G)   | Vereinigte Staaten | Cincinnati Royals      | University of Texas at El Paso              |
| 2     | 20   | Jake Ford (G)        | Vereinigte Staaten | Seattle SuperSonics    | University of Maryland Eastern Shore        |
| 2     | 21   | Rex Morgan (G)       | Vereinigte Staaten | Boston Celtics         | Jacksonville University                     |
| 2     | 22   | Doug Cook (F)        | Vereinigte Staaten | Cincinnati Royals      | Davidson College                            |
| 2     | 23   | Pete Cross (F/C)     | Vereinigte Staaten | Seattle SuperSonics    | University of San Francisco                 |
| 2     | 24   | Cornell Warner (F/C) | Vereinigte Staaten | Buffalo Braves         | Jackson State University                    |
| 2     | 25   | Walt Gilmore (F)     | Vereinigte Staaten | Portland Trail Blazers | Fort Valley State University                |
| 2     | 26   | Dave Sorenson (F)    | Vereinigte Staaten | Cleveland Cavaliers    | Ohio State University                       |
| 2     | 27   | Fred Taylor (G/F)    | Vereinigte Staaten | Phoenix Suns           | University of Texas–Pan American            |
| 2     | 28   | Paul Ruffner (F/C)   | Vereinigte Staaten | Chicago Bulls          | Brigham Young University                    |
| 2     | 29   | Joe DePre (G)        | Vereinigte Staaten | Phoenix Suns           | St. John’s University (New York)            |
| 2     | 30   | Earnie Killum (G)    | Vereinigte Staaten | Los Angeles Lakers     | Stetson University                          |
| 2     | 31   | Dan Hester (F)       | Vereinigte Staaten | Atlanta Hawks          | Louisiana State University                  |
| 2     | 32   | Ken Warzynski (F)    | Vereinigte Staaten | Detroit Pistons        | DePaul University                           |
| 2     | 33   | Bill Zopf (G)        | Vereinigte Staaten | Milwaukee Bucks        | Duquesne University                         |
| 2     | 34   | Howie Wright (G)     | Vereinigte Staaten | New York Knicks        | Austin Peay State University                |
| 3     | 35   | Curtis Perry (F)     | Vereinigte Staaten | San Diego Rockets      | Missouri State University                   |
| 3     | 38   | Willie Williams (F)  | Vereinigte Staaten | Boston Celtics         | Florida State University                    |
| 3     | 39   | Greg Hyder (F)       | Vereinigte Staaten | Cincinnati Royals      | Eastern New Mexico University               |
| 3     | 40   | Gar Heard (F)        | Vereinigte Staaten | Seattle SuperSonics    | University of Oklahoma                      |
| 3     | 46   | Dennis Awtrey (C)    | Vereinigte Staaten | Philadelphia 76ers     | Santa Clara University                      |
| 3     | 50   | Marv Winkler (G)     | Vereinigte Staaten | Milwaukee Bucks        | University of Louisiana at Lafayette        |
| 4     | 53   | Ralph Ogden (F)      | Vereinigte Staaten | San Francisco Warriors | Santa Clara University                      |
| 4     | 54   | Bill Stricker (F)    | Vereinigte Staaten | Baltimore Bullets      | University of the Pacific                   |
| 4     | 64   | Larry Mikan (F)      | Vereinigte Staaten | Los Angeles Lakers     | University of Minnesota                     |
| 5     | 70   | Levi Fontaine (G)    | Vereinigte Staaten | San Francisco Warriors | University of Maryland Eastern Shore        |
| 5     | 76   | Ron Knight (F)       | Vereinigte Staaten | Portland Trail Blazers | California State University, Los Angeles    |
| 5     | 79   | George Johnson (F/C) | Vereinigte Staaten | Chicago Bulls          | Dillard University                          |
| 5     | 82   | Bob Riley (F)        | Vereinigte Staaten | Atlanta Hawks          | Mount St. Mary’s University                 |
| 5     | 83   | Gary Zeller (G)      | Vereinigte Staaten | Baltimore Bullets      | Drake University                            |
| 6     | 87   | Vic Bartolome (C)    | Vereinigte Staaten | San Francisco Warriors | Oregon State University                     |
| 6     | 94   | Joe Cooke (G)        | Vereinigte Staaten | Cleveland Cavaliers    | Indiana University Bloomington              |
| 6     | 95   | Joe Thomas (F)       | Vereinigte Staaten | Phoenix Suns           | Marquette University                        |
| 7     | 103  | Billy Paultz (F/C)   | Vereinigte Staaten | San Diego Rockets      | St. John’s University (New York)            |
| 7     | 106  | Charlie Scott (G/F)  | Vereinigte Staaten | Boston Celtics         | University of North Carolina at Chapel Hill |
| 7     | 110  | Claude English (F)   | Vereinigte Staaten | Portland Trail Blazers | University of Rhode Island                  |
| 8     | 120  | Don Adams (F)        | Vereinigte Staaten | San Diego Rockets      | Northwestern University                     |
| 8     | 122  | Dan Issel (F/C)      | Vereinigte Staaten | Detroit Pistons        | University of Kentucky                      |
| 8     | 129  | Steve Patterson (C)  | Vereinigte Staaten | Phoenix Suns           | University of California, Los Angeles       |
| 8     | 133  | Herb White (G)       | Vereinigte Staaten | Atlanta Hawks          | University of Georgia                       |
| 8     | 136  | Greg Fillmore (C)    | Vereinigte Staaten | New York Knicks        | Cheyney University of Pennsylvania          |
| 10    | 155  | Coby Dietrick (F/C)  | Vereinigte Staaten | San Francisco Warriors | San José State University                   |
| 14    | 205  | Randy Smith (G/F)    | Vereinigte Staaten | Detroit Pistons        | Buffalo State College                       |